# Riverdale Park (Maryland)
Riverdale Park – miasto w Stanach Zjednoczonych, w stanie Maryland, w hrabstwie Prince George’s.